# دراسة في الفلسفة الطبيعية
تُعد الدراسة في الفلسفة الطبيعية في عام 1867 كتابًا نصيًا من قبل وليام طومسون (اللورد كلفن لاحقًا) وبيتر غوثري تايت نشرته مطبعة جامعة أكسفورد.
غالبًا ما كان يشار للأطروحة باسم T و T'، كما أوضح ألكسندر ماكفارلين::43. كان ماكسويل يشير لطومسون مازحًا باستخدام حرف الطاء وإلى ترايت باستخدام حرف التاء. ومن ثم أصبح من الشائع الإشارة إلى  دراسة في الفلسفة الطبيعية باسم T و T' في حديث الرياضيين.

## استقبالها
تلقى المجلد الأول استقبالًا حافلًا في مراجعة السبت:
إن النتيجة النهائية لكل الأبحاث المتزامنة في العصور الحديثة وجدت لتأكيد ما لم يكن سوى حلم العباقرة، أو غريزة الفكر اليوناني الحريص، أن كل عمليات الطبيعة متجذرة ومتأصلة في الشكل والعدد.
تمت مراجعة الأطروحة أيضا لدى عناصر من الفلسفة الطبيعية (1873).
كما روجعت أطروحة طومسون وتايت  في الفلسفة الطبيعية  من قبل جي سي ماكسويل في مجلة نيتشر(الطبيعة) في الثالث من  يوليو عام 1879 مما يشير إلى الاهتمام المُعطى لعلم الحركة المجردة: «توجهنا الفكرة... إلى أن الهندسة هي نفسها جزء من علم الحركة.»
في عام 1892 لاحظ كارل بيرسون أن«ط وت» تخلد «ذاتية القوة» التي نشأت مع نيوتن.
في عام 1902أرجع الكسندر ماكفارلين الكثير من الإلهام إلى بحث وليام رانكين في عام 1865 «آخر ما انتهى إليه علم الطاقة»:
كان الهدف الرئيسي من أطروحة طومسون وتايت  دراسة في الفلسفة الطبيعية أن تملأ حدود أفكار رانكين — شرح جميع فروع الفيزياء من وجهة نظر مذهب الطاقة. تضمنت الخطة أربعة مجلدات؛ بدأت طباعة المجلد الأول في عام 1862 وتم استكماله في عام 1867. لكن لم يظهر أي من الثلاث مجلدات الأخر. عندما ظهرت الطبعة الثانية، زاد حجم الجزء الأول باضافة عدد من الملاحق فطبع على جزئين منفصلين. أما الجزء الذي طبعًا فعلا، فعلى الرغم من اعتباره صعب القراءة حتى بالنسبة للرياضيين المتمكنين، إلا أنه حقق نجاحًا باهرًا. وقد تم ترجمته إلى اللغة الفرنسية والألمانية؛ حيث ساهم في تثقيف الجيل الجديد من الرياضين الفيزيائيين؛ وقد نُصب كمثال على «المبادئ» في القرن التاسع عشر.:42

## وصلات خارجية
- دراسة في الفلسفة الطبيعية (1867) من هاثي تراست.
- دراسة في الفلسفة الطبيعية (1879) في كتب جوجل
- دراسة في الفلسفة الطبيعية (1879) في أرشيف الإنترنت